# 双江镇 (册亨县)
双江镇，是中华人民共和国贵州省黔西南布依族苗族自治州册亨县下辖的一个乡镇级行政单位。
2016年1月14日，贵州省人民政府批复同意册亨县部分乡镇行政区划调整，新设置的双江镇辖原双江镇、达央乡行政区域，镇人民政府驻双江村。

## 行政区划
双江镇下辖以下地区：
双江社区、双江村、荣丁村、丁马村、林木村、平华村、路吉村、坝纳村、顶肖村、打滨村、纳院村、盘江村、洛央村、八望村、坝麦村、央绕村、坝布村、洛法村、打朋村和巧坝村。